# Сашнева, Александра Ивановна
Алекса́ндра Ива́новна Са́шнева (род. 2 апреля 1964 г., Ярцево, Смоленская область, РСФСР, СССР) — российская актриса, кинорежиссёр, сценарист, оператор, композитор, писатель, художник, певица, издатель.

## Биография
Родилась 2 апреля[уточнить] в Ярцево Смоленской области. Отец — радиофизик. Мать — пианистка.
Постоянные переезды с места на место, связанные с работой отца, приучили Александру к широкому восприятию мира. Страсть к путешествиям передалась Саше от отца — при первой возможности Александра отправляется в Париж на родину постимпрессионистов, где вольным слушателем посещает курсы режиссуры. Многочисленные путешествия по Европе (Франция, Чехия, Австрия, Польша) обогащают творчество Сашневой свежими концепциями. Её первый, ещё любительский клип на песню «Ален Делон» («Наутилус Помпилиус») сразу попадает в эфир Первого канала. Несколько персональных выставок и участие в групповых выставках в Тюмени, Москве, Санкт-Петербурге не удовлетворяют А. Сашневу, хотя её работы находятся в лучших частных коллекциях Европы и в музеях России.
Сашнева занимается вокалом у Тамары Миансаровой в ГИТИСе. Это частные уроки, но легендарная певица ожидает от ученицы быстрого взлета. Однако, не все так просто. Записать песни — дорогое удовольствие. «1000 лет любви», «Маменька», «Да-да-дождусь», «Ковыляла душа моя по полю», «Флейта и ветер», «Полоска света» — лучшие песни, которые вышли в музыкальные сборники, которые выпускал лейбл «Союз» и продюсер Сергей Харин. Встретившись с Дмитрием Янковским, выпускает наконец-то первый альбом «Наркоза не будет» (2002) Пролог-мьюзик) под псевдонимом Фелічiта. Её сравнивают то с Агузаровой, то с Земфирой. Альбом удачно расходится, сопровождая выход книги «Наркоза не будет», которая сразу становится культовой и получает приз «Бронзовый Роскон-2002» на Конвенте российских фантастов. Александр Войтинский помогает Саше сделать клип на песню «1000 лет любви» и клип даже удостаивается нескольких показов по MTV.
В 2005 году вместе с продюсером Дмитрием Янковским Александра отправляется в Петербург, чтобы начать съёмки полнометражного художественного фильма «Наркоза не будет» по своей книге и книге Д. Янковского «Флейта и ветер» («Властелин вероятности»). В 2007 году фильм получает прокатное удостоверение и выходит на DVD. Фильм имеет небольшой прокат и участвует в нескольких кинофестивалях, в том числе «Киношок-2007» и получает приз на кинофестивале Александра Баширова «Дебоширфест» — «Чистые грёзы-2007». Вторая книга Сашневой «Тайные знаки» не приобрела такой популярности, как «Наркоза не будет».
В 2012 году А. Сашнева начала продюсировать проект «международная встреча поэтов „ПЕРЕКРЁСТКИ“» (Palmanah.com), в который вошли стихи поэтов разных стран, в том числе и стихи А. Полонского, Е. Мякишева, Г. Кацова, В. Ковальджи, С. Крыловой, Е. Степанова, О. Фёдорова, Д. Григорьева, Е. Цвентух, В. Николаева, Н. Байдацкой, А. Дымковец, Т. Осинцевой, Е. Чебыкиной, С. Юзефпольской-Цилосани, А. Гутчина, Б.Борового и др., в том числе и её самой. Концепция проекта «Книга — факт искусства». Для поддержки проекта в клубах Москвы проводятся поэтические спектакли с использованием кино, музыки и театральных реприз. С проектом сотрудничает известный музыкант (терменвокс) и композитор Олеся Ростовская.
В 2014 году в издательстве «Букмастер» (Белоруссия) вышел новый роман А. Сашневой «Танго с ветром».
2016 год — короткометражный фильм «Раскольников. Мармеладные облака». Продюсер, режиссёр, сценарист, композитор, актриса. В главных ролях: Александр Городиский, Инна Коляда, Юлия Ауг, Андрей Канивченко, Сергей Годин, Константин Гаехо. Трейлер фильма. В фильме звучит песня Нэша Альберта «Sunrise». Премьера состоялась 27 октября в Доме журналиста (Москва). Фильм стал лауреатом индийского кинофестиваля LakeViewInternationalFilmFestival , финалистом Feel The Reel International Film Festival, участвовал в российских кинофестивалях Уралкинофест (UralKinoFest), Золотой Феникс (GOLD FENIX), «Сезон Любви»
Актёрский тренер.
2018 год - короткометражный фильм "Вода в руке" (2018) , сценарист, режиссер, продюсер, актриса, композитор. В ролях: Таня Владимирова, Люсьен Любимова, Михаил Мухин, Саша Сашнева, Евгений Евдокимов, Ева Ройтман. Оператор Алексей Петренко. Фестивали: "8 женщин", "Дубль Два", "Шорт интернет фестиваль" и др.
2019 - совместно с Владимир Богомяков (политолог, профессор и поэт) два поэтических сборника "Батюшка Ёж" и "Извините, пельменей нет". Клип для Андрей Кифияк, на песню "С неба в небо" (продюсер и автор тексте Татьяна Гайдай)
2019 г. - Для канала на youtube берет псевдоним Алыч.
2020 г - Выходит нон-фикшн книга "Манипуляция. Пособие"

## Книги
- 2002 — «Наркоза не будет» (роман)
- 2006 — «Тайные знаки» (роман)
- 2014 — «Танго с ветром» (роман)
- 2017 — «Легкие шаги кукол» (сборник рассказов)
- 2019 — «Батюшка Ёж» совместно с Владимир Богомяков  (иллюстрированный сборник стихов, иллюстрации Александра Сашнева)
- 2019 — «Извините, пельменей нет» совместно с Владимир Богомяков  (иллюстрированный сборник стихов, иллюстрации Александра Сашнева)

## Дискография
- 2002 — «Наркоза не будет»

## Фильмография

### Актриса
- 2007 — «Наркоза не будет» — Кошкина (Коша)
- 2016 — «Раскольников. Мармеладные облака» — Соседка
- 2018 — «Вода в руке» — психотерапевт

### Режиссёр
- 2007 — «Наркоза не будет» (90 мин)
- 2012 — «Нипадецки»
- 2016 — «Раскольников. Мармеладные облака» (28 мин)
- 2018 — «Вода в руке» (25 мин)

### Сценарист
- 2007 — «Наркоза не будет»
- 2011 — «Большая игра» — режиссер Дженни Смитт (США), фильм в прокат не вышел.
- 2012 — «Нипадецки»
- 2016 — «Раскольников. Мармеладные облака»
- 2018 — «Вода в руке»

### Оператор
- 2016 — "ВГИК. Ополчение" — режиссер Екатерина Головня
- 2018 — «Вода в руке»

### Композитор
- 2007 — «Наркоза не будет»
- 2016 — «Раскольников. Мармеладные облака»
- 2018 — «Вода в руке»